# Golden Girl (pel·lícula)
Golden Girlés una pel·lícula estatunidenca dirigida per Lloyd Bacon, estrenada el 1951. El film va ser nominat a l'Oscar a la millor cançó original.

## Argument
Biografia de l'artista de variedades Lotta Crabtree, que va tenir una vida apassionant amenitzant la societat nord-americana des de mitjans del segle xix. Aquesta decidida dona va arribar a cantar i ballar per entretenir els buscadors d'or, va realitzar actuacions davant dels pellroges en persona i durant la Guerra Civil es va enamorar d'un espia confederat

## Repartiment
- Mitzi Gaynor: Lotta Crabtree
- Dale Robertson: Tom Richmond
- Dennis Day: Mart Taylor
- James Barton: John Crabtree
- Una Merkel: Mary Ann Crabtree
- Raymond Walburn: Cornelius
- Gene Sheldon: Sam Jordan
- Carmen D'Antonio: Lola Montez
- Rico Alaniz, Alex Montoya (No surt als crèdits): Bandits